# Barend Leonardus Hendriks
Barend Leonardus Hendriks (Arnhem, 8 december 1830 – aldaar, 6 april 1899) was een Nederlandse schilder en tekenaar. Hij gaf ook les en verzamelde kunst.

## Leven en werk
Hendriks was een zoon van Jurrien Hendriks en Hendrina de Roos. Aanvankelijk werd hij opgeleid om, net als zijn vader, huisschilder te worden. Hij kreeg lessen bij het Genootschap Kunstoefening en trok naar Brussel om zich te bekwamen in het hout- en marmerschilderen. Hij studeerde vervolgens enige tijd aan de Academie van Beeldende Kunsten in Den Haag en de Rijksacademie in Amsterdam. Hij was een leerling van Simon van den Berg. Vanaf 1856 woonde hij weer in Arnhem. Hij werd leraar bij Kunstoefening en gaf les aan Piet Meiners, zijn oomzeggers Jurrien en Elisabeth Hendriks (kinderen van zijn broer, de marineschilder Cornelis Hendriks) en vermoedelijk Anna Abrahams.
Hendriks was vooral portretschilder, hij liet zo'n 300 portretten na. Daarnaast schilderde hij landschappen en interieurs en maakte litho's. Hij exposeerde meerdere malen en nam onder meer deel aan de tentoonstelling van Levende Meesters in Den Haag en Amsterdam. Hendriks had een kunstverzameling, die na zijn overlijden bij de collectie van Alexander Ver Huell werd gevoegd, waaruit het Museum Arnhem ontstond. Zijn werk is ook opgenomen in andere museale collecties, zoals het Rijksmuseum Amsterdam en Museum De Lakenhal.
Hendriks overleed op 68-jarige leeftijd.

## Werken (selectie)

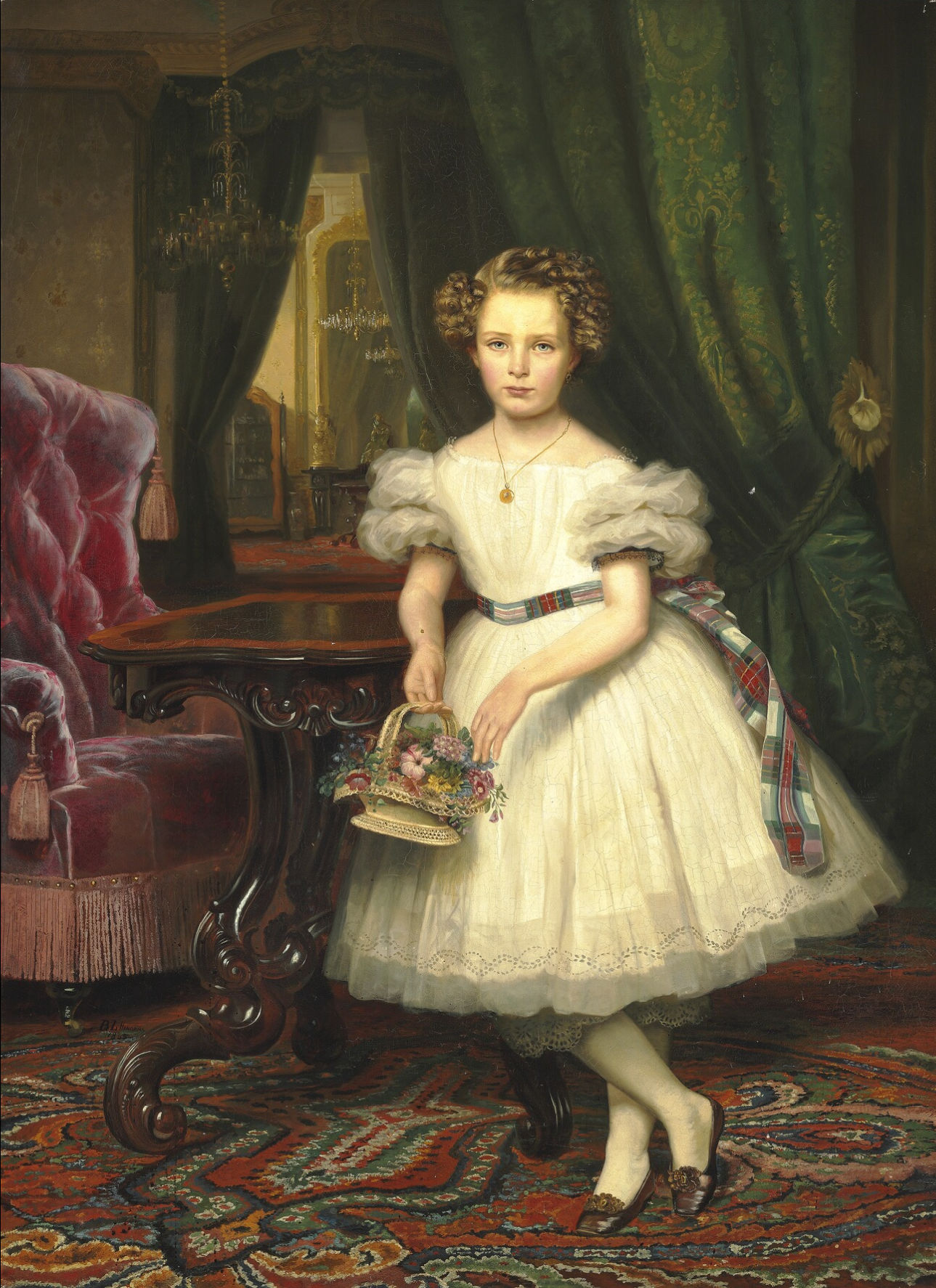
Meisje in biedermeier interieur (1865)
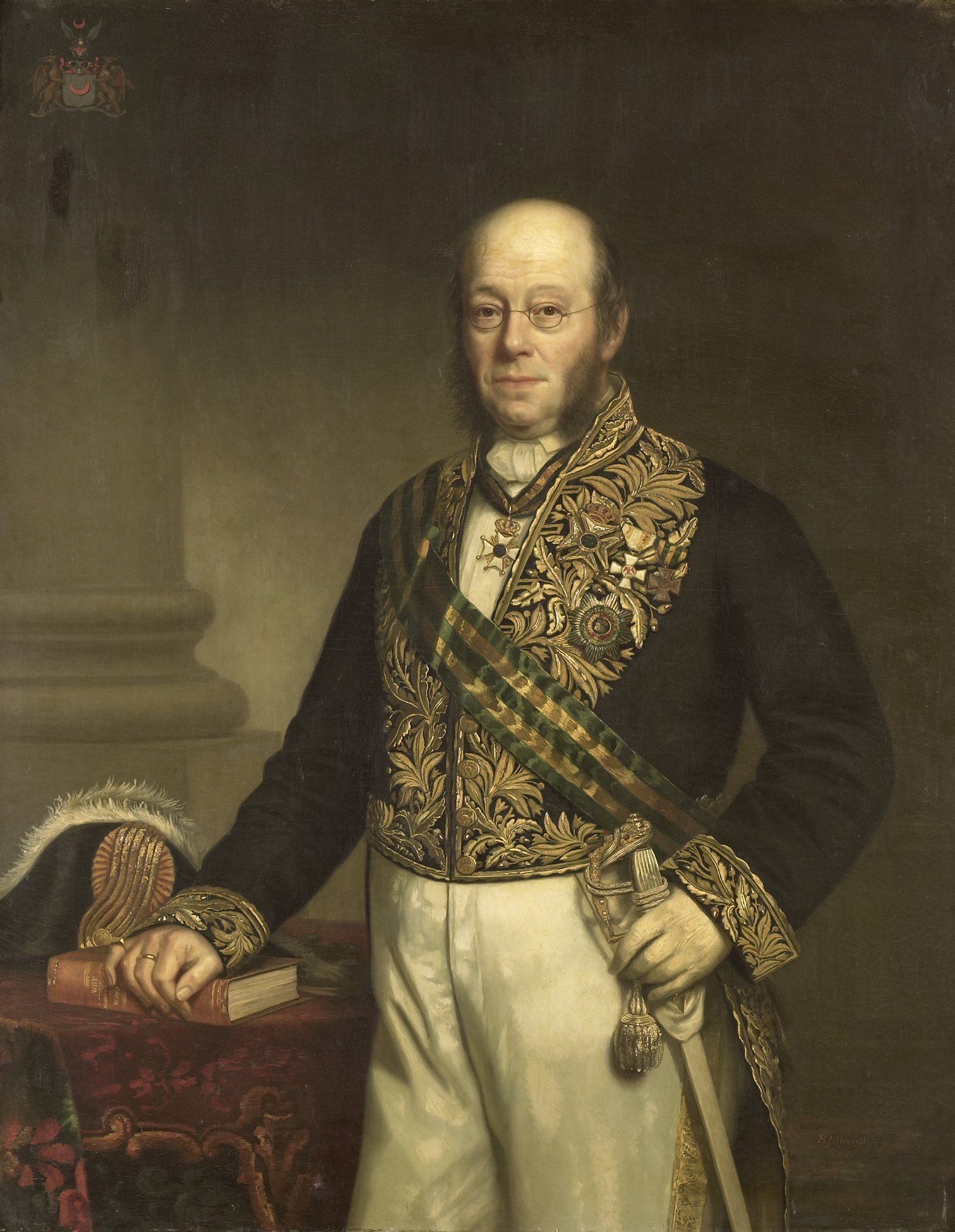
Ludolph Anne Jan Wilt baron Sloet van de Beele (ca. 1861-1866)
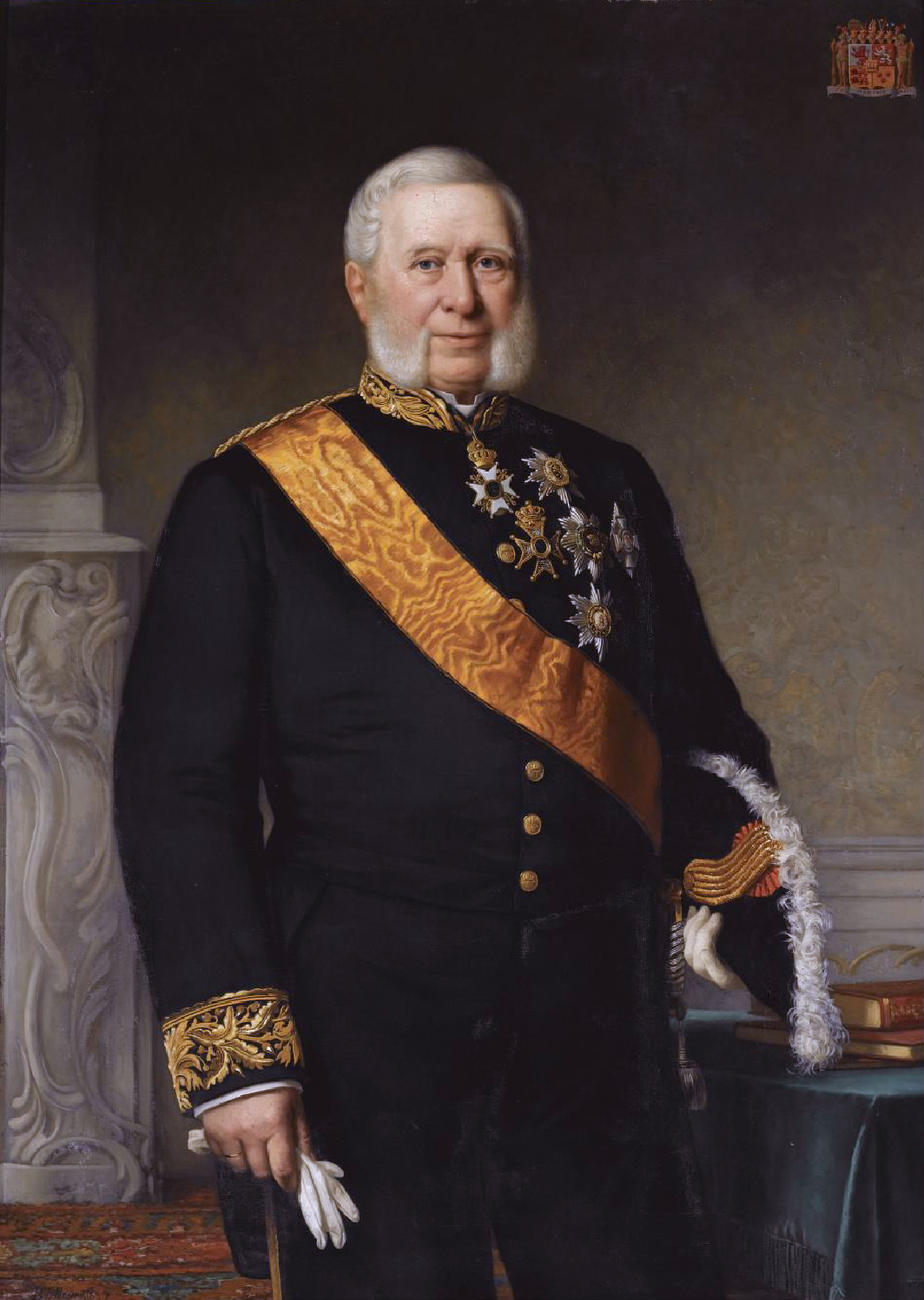
Louis Gaspard Adrien graaf van Limburg Stirum (1873)
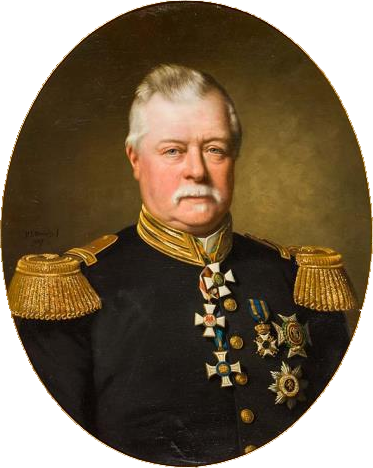
Justinus Egbert Hendrik baron van Nagell (1887)
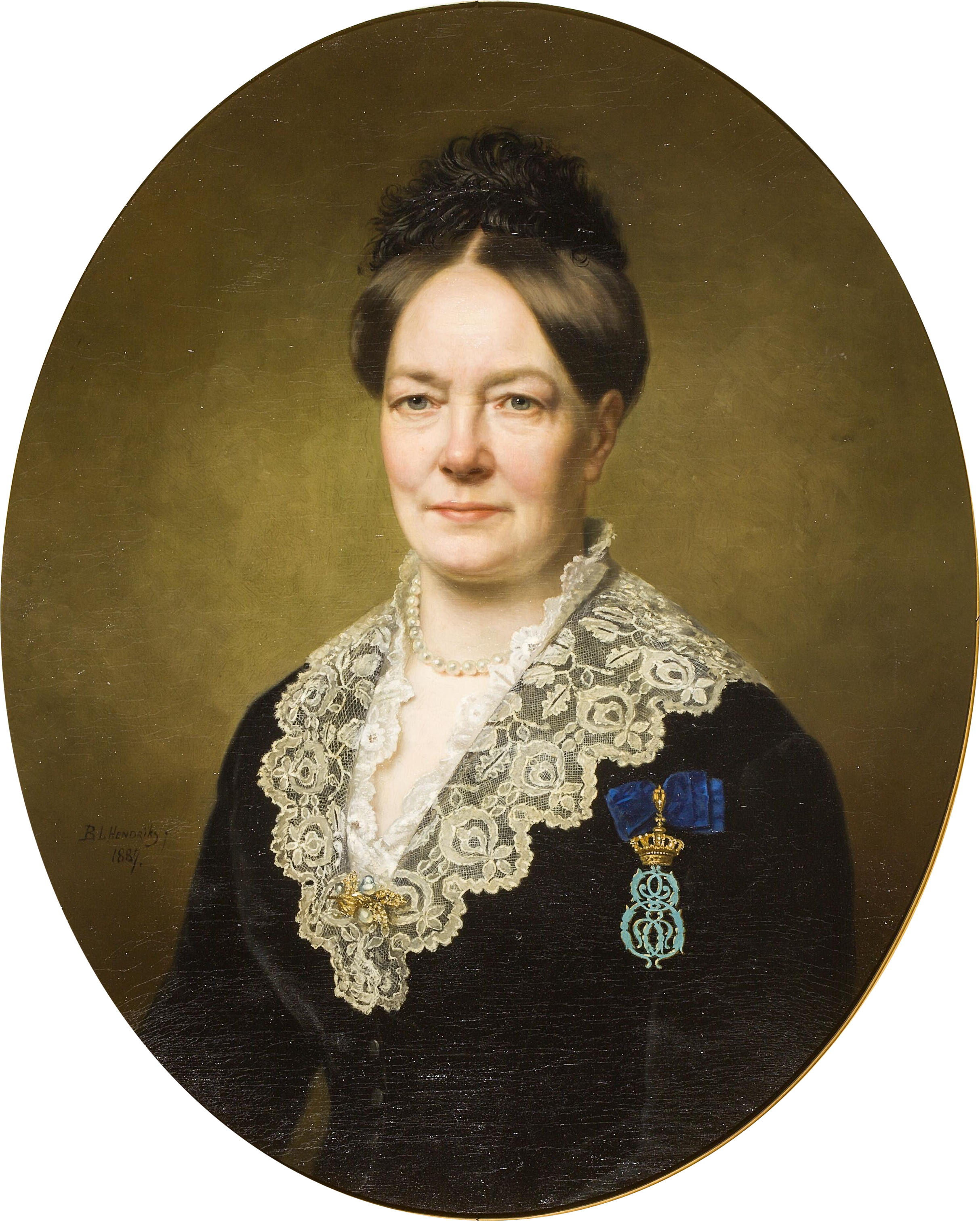
Sophia barones Schimmelpenninck van der Oye (1887)
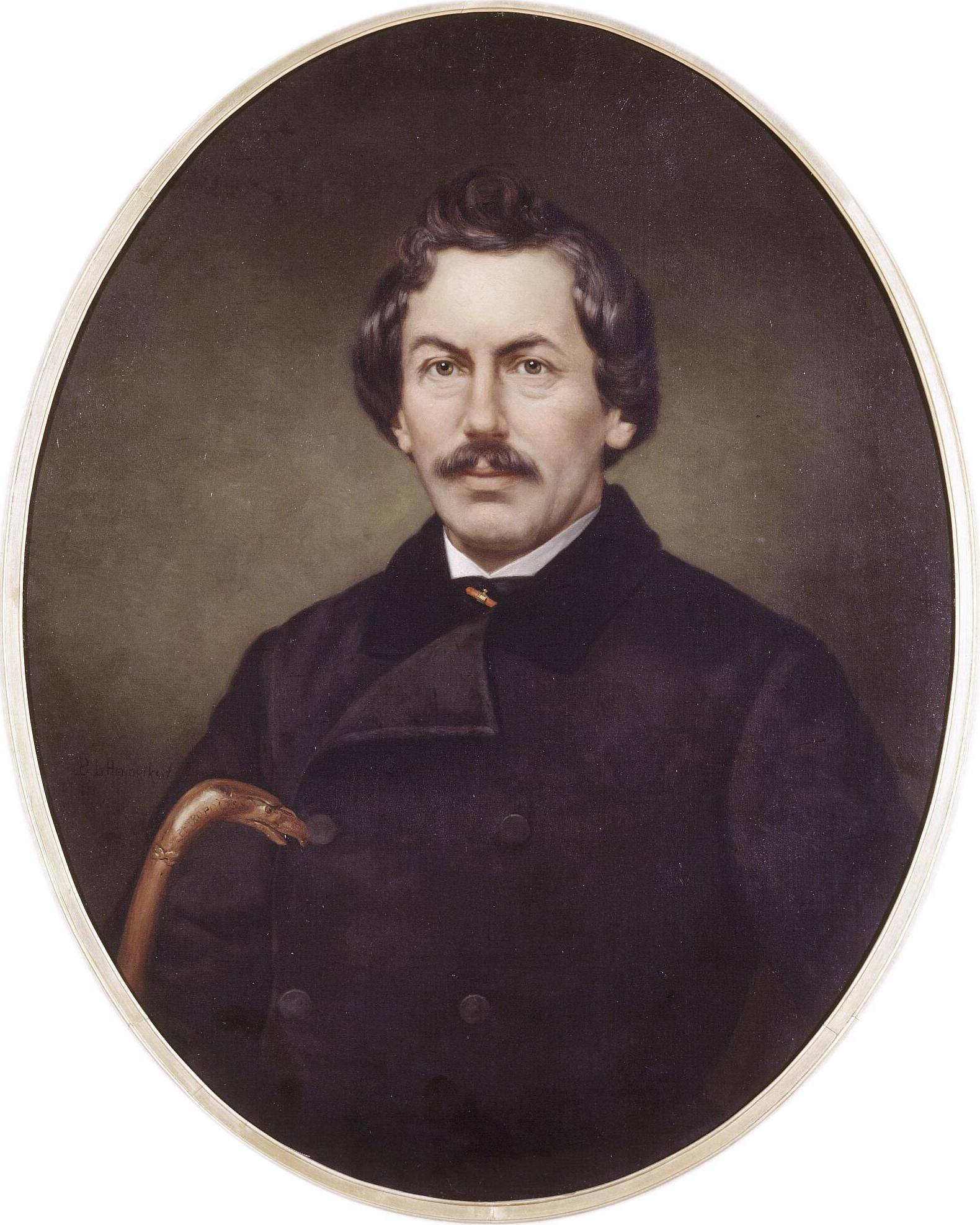
Alexander Ver Huell (1895)

- Biografisch Portaal: 55657359
- MusicBrainz: 6897f83f-7ec7-428d-9084-1f7aabe10de9
- RKD-Nederlands Instituut voor Kunstgeschiedenis: 37438